# Universidad Nacional José Faustino Sánchez Carrión
La Universidad Nacional José Faustino Sánchez Carrión (siglas: UNJFSC) es una universidad pública ubicada en la ciudad de Huacho, capital de la Región Lima-Provincias, al norte de la ciudad de Lima en Perú. Fue fundada en el año 1968, constituyéndose como la primera universidad de la provincia de Huaura (ex Provincia de Chancay) y del Norte Chico. Fue nombrada en honor del precursor de la independencia peruana José Faustino Sánchez Carrión.
La Superintendencia Nacional de Educación Superior Universitaria (SUNEDU), le otorgó el licenciamiento en enero de 2020, por un período de seis años.

## Historia
El origen de la Universidad Nacional José Faustino Sánchez Carrión se remonta a la creación de la Facultad de Acuicultura y Oceanografía, filial de la Universidad Comunal del Centro de Huancayo, en 1960. Dos años después, en 1962, ésta toma el nombre de Facultad de Ingeniería Pesquera. También ese año se abre la Facultad de Educación, con la especialidad de secundaria común y técnica, y la universidad es renombrada como Universidad Nacional del Centro del Perú. En 1963 se abre una nueva Facultad, la de Ciencias económicas y comerciales, contando ésta con presupuesto propio. 
En los años siguientes se hizo notoria la desconexión con la Universidad Nacional del Centro del Perú, dado a la autonomía económica de estas facultades en Huacho. Así, en 1968, el Gobierno Revolucionario de la Fuerza Armada de Juan Velasco Alvarado promulga el decreto Ley 17358, el 31 de diciembre, con el cual la filial obtiene autonomía universitaria y se constituye como la Universidad Nacional José Faustino Sánchez Carrión.

### Símbolos de la universidad

#### El dios Vichama
Según la mitología inca, en la costa central del imperio incaico, en la que actualmente se ubica la ciudad de Huacho, había un dios llamado Pachacámac o Pacha Kamaq (en quechua: Soberano del mundo), considerado como el creador en las culturas Lima, Chancay, Ychsma y Wari. 
Uno de los dos mitos de Pachacámac es el del Dios Vichama. El dios Sol (Inti) concibió con una mujer (criada por Pachacámac), un hijo a quien pusieron el nombre de Vichama, semidiós quien contribuiría en la creación y formación de la tierra. Su representación histórica y mitológica ha sido considerada por las autoridades universitarias para ser incluida en el logo de la Universidad.

Pachacámac, para que nadie se quejase de que no había alimentos y se volviese a pedir ayuda al Sol, sembró los dientes del difunto y nació el maíz; sembró las costillas y los huesos y nacieron las yucas. De la carne nacieron los pepinos, pacaes y demás frutos de los árboles. Desde entonces no hubo hambre ni necesidad alguna. Al dios Pachacámac se le debió la fertilidad de la tierra, el sustento y los dulces frutos. Sin embargo, a la madre no la aplacó ni consoló la abundancia. Cada fruta era un testigo de su agravio y, cada día, le recordaba a su hijo. Clamó, pues, al Sol y pidió castigo o remedio a sus desdichas. Bajó el sol, conmovido, hacia la mujer y le preguntó dónde estaba la vid que había surgido del ombligo del hijo difunto. Al mostrársele, le dio vida, crio otro hijo y se lo entregó diciéndole que lo envolviera. Le dijo que su nombre era Vichama. El niño creció hermosísimo, bello y gallardo mancebo. A imitación de su padre quiso dar vueltas por el mundo y ver lo criado en él.
Mito de Vichama, Mitos de Pachacámac

## Organización

### Gobierno
- El Rector es la máxima autoridad de la universidad; es quien convoca y preside la asamblea universitaria y el consejo universitario. Además es el responsable de cumplimientos de leyes, estatutos, reglamentos, acuerdos y resoluciones universitarias. Se encarga de dirigir la actividad académica y la gestión administrativa, económica y financiera de la universidad.
- El Decano es la máxima autoridad en una facultad, dirige sus actividades y forma parte del consejo universitario y asamblea universitaria. El cargo exige dedicación exclusiva y es incompatible con el desempeño de cualquier función o actividad, pública o privada, interna o externa.

### Áreas Académicas
La Universidad Nacional José Faustino Sánchez Carrión tiene 12 facultades:
- Facultad de Bromatología y Nutrición
- Facultad de Ciencias Empresariales
- Facultad de Ingeniería Agraria , Industrias Alimentarias y Ambiental
- Facultad de Ciencias Económicas, Contables y Financieras
- Facultad de Ciencias.
- Facultad de Derecho y Ciencias Políticas.
- Facultad de Ciencias Sociales.
- Facultad de Educación.
- Facultad de Ingeniería Industrial, Sistemas e Informática
- Facultad de Ingeniería Química y Metalúrgica
- Facultad de Ingeniería Pesquera
- Facultad de Medicina Humana
- Facultad de Ingeniería Civil

### Admisión
Existen dos procesos de concursos de admisión: en marzo y agosto. En ambas, existen 3 modalidades de ingreso: Concurso de Admisión Ordinario, Concurso de Admisión de Modalidad Especial y a través del Centro Preuniversitario. 
La Oficina Central de Admisión es la encargada de coordinar y evaluar los mecanismos de ingreso de los postulantes a la Universidad. Depende jerárquicamente del Vicerrectorado Académico y está a cargo de una comisión de seis docentes, un graduado y dos estudiantes fiscalizadores, nombrados por el Consejo Universitario a propuesta del Rector.

#### Concurso de Admisión Ordinario
Este examen es dirigido a los egresados de la Educación Básica Regular - EBR Nivel Educación Secundaria de instituciones educativas de Perú. Dirigido también a los egresados del Bachillerato, a instituciones del convenio de Lunahuaná y de Coordinación de Sedes y a los egresados de la Educación Básica Alternativa -EBA, ciclo avanzado en Cumplimiento del D.S. 015-2004-ED art. 39.º 65º de la EBA.

#### Concurso de Admisión de Modalidad Especial
Este examen puede ser rendido por quienes hayan ocupado los Primeros Puestos del Nivel Secundario, titulados y/o graduados, traslado interno, traslado externo, deportistas calificados, personas con discapacidad y las instituciones del Convenios Camay y ashaninka.

#### Centro Preuniversitario
El Centro Preuniversitario es el órgano dedicado a la preparación preuniversitaria y depende jerárquicamente del Vicerrectorado Académico. Está a cargo de un Directorio conformado por seis miembros: un Director, cuatro Subdirectores, Académico, Administrativo, de Evaluación y de Sedes, y un graduado, además de dos estudiantes del Centro en calidad de fiscalizadores. Los miembros del directorio son nombrados por el Consejo Universitario a propuesta del Rector, y tienen mandato por un periodo de un 
año, pudiendo ser ratificados previa evaluación de su desempeño. Asimismo el Centro Preuniversitario tiene a su cargo la Editorial Universitaria.
Los profesores que enseñan en el centro pre son elegidos mediante concurso elaborado en la propia universidad.

## Sedes e Infraestructura
La universidad cuenta con sede en Huacho (sede central).

### Ciudad Universitaria

#### Auditórium Central "Manuel Acosta Jurado"
Con una capacidad de 600 personas, es el recinto donde se realizan las actividades más importantes de la Universidad. El epónimo del auditórium se le otorga al Doctor en Ciencias Biológicas Manuel Acosta Jurado, en mérito a sus actividades docentes y a su entrega a la pesquería, fue Rector de la Universidad de 1976 a 1981, inició la edificación de la Ciudad Universitaria con la construcción del Auditórium Central, los primeros pabellones y el complejo universitario, después de asistir a una convención de rectores en España, trajo la educación a distancia a Perú convirtiendo a la Universidad con la Facultad de Educación en pioneros en esta modalidad de enseñanza superior, creando para ello el Programa de Profesionalización de Docentes no Titulados (PRODONOT). Planificó las actividades académicas de los docentes de manera estratégica, encaminando a la Universidad a la excelencia académica y administrativa.

## Investigación

### Centros e institutos de investigación
Cada Facultad tiene un Instituto de Investigación, responsable de la coordinación de los estudios a desarrollarse en las especialidades que tiene a su cargo. 
Si bien la producción científica, que debe medirse en las publicaciones científicas en revistas indizadas, aún no es importante, se ha observado un importante incremento de publicaciones en la Facultad de Medicina Humana a través de la Sociedad Científica Huachana de Estudiantes de Medicina, al punto de haber sido la institución estudiantil con mayor número de publicaciones con la filiación de la institución durante 2009 y 2010.

## Actividad deportiva

### Club de Básquet
El Club de Básquet es una congregación de estudiantes de la Universidad, quienes practican el básquet a nivel profesional. Ha organizado y participado diversos encuentros, como el "II Torneo Internacional de Basketball Huacho Capital de la Hospitalidad" resultando campeón en este evento.
Se encuentra bajo la dirección del Lic. José Bobadilla Velásquez, quien es uno de los personajes importantes para la realización de eventos deportivos de Básquet en la ciudad de Huacho, manteniéndola así en constante actividad.

## Rankings académicos
En los últimos años se ha generalizado el uso de rankings universitarios internacionales para evaluar el desempeño de las universidades a nivel nacional y mundial; siendo estos rankings clasificaciones académicas que ubican a las instituciones de acuerdo a una metodología científica de tipo bibliométrica que incluye criterios objetivos medibles y reproducibles, tomando en cuenta por ejemplo: la reputación académica, la reputación de empleabilidad para los egresantes, la citas de investigación a sus repositorios y su impacto en la web. Del total de 92 universidades licenciadas en el Perú, la Universidad Nacional José Faustino Sánchez Carrión se ha ubicado regularmente dentro del tercio inferior a nivel nacional en determinados rankings universitarios internacionales.